# Gahania orientalis
Gahania orientalis là một loài bọ cánh cứng trong họ Cerambycidae.